# Союз 2
Союз 2 е съветски безпилотен космически кораб от типа „Союз“. Това е кораб № 11 от модификацията Союз 7К-ОК. Корабът стартира на 25 октомври 1968 г. и е предназначен за автоматично скачване с кораба Союз 3. Предвиденото скачване не е осъществено.

## Предистория
Първоначално името „Союз 2“ (Союз 2А) е дадено на отменения старт на втория кораб, предвиден за съвместен полет със Союз 1. Целта на този полет е скачване между тях. След старта на „Союз 1“ и откритите множество дефекти и технически неизправности, а и заради лошите метеорологични условия при старта, полетът е отменен. Междувременно при полета на Космос 186 и Космос 188 скачването е осъществено в автоматичен режим.

## Полет
Безпилотният „Союз 2“ стартира на 25 октомври 1968 г. На следващия ден е изстрелян Союз 3 с пилот Георгий Береговой. Чрез автоматиката корабите се сближават на около 200 м един от друг. Активният кораб („Союз 3“) в ръчен режим прави три неуспешни опита за скачване. Сближаването между корабите достига до няколко метра. Заради грешка в преценката на Георгий Береговой и вероятността от сблъсък между двата апарата, както и изчерпания запас от гориво космонавтът е принуден да прекрати опитите за скачване.
След това корабите се отдалечават един от друг и всеки от тях се приземява самостоятелно. На 28 октомври 1968 г. спускаемият апарат на кораба каца на около 5 километра от разчетната точка.